# Invasie van Ambon

Republiek van de Verenigde Staten van Indonesië (RUSI).

De Invasie van Ambon was een grootschalige militaire operatie van het Indonesische Nationale Leger (TNI) die gericht was op het innemen en annexeren van de door de Molukkers uitgeroepen Republiek der Zuid-Molukken (RMS).

## Geschiedenis
Na de Nederlands-Indonesische Ronde Tafel Conferentie erkende Nederland de onafhankelijkheid van de Republiek van de Verenigde Staten van Indonesië (RUSI). Dat was een federatie van staten waarvan de volksvertegenwoordiging bestond uit vijftig vertegenwoordigers namens de federale republiek en honderd uit de verschillende staten. Uit wantrouwen jegens de door de Javanen en de moslims gedomineerde Republiek Indonesië verklaarden de grotendeels protestantse en pro-Nederlandse Zuid-Molukkers, waarvan velen als militair deel uitmaakten van het Koninklijk Nederlands-Indisch Leger (KNIL), zich onafhankelijk als Republiek der Zuid-Molukken. Dit vond plaats op 25 april 1950 op Ambon en Seram. De voormalig minister van Oost-Indonesië en voormalige district adjunct-gouverneur van de Zuid-Mollukken, J.H. Manuhutu werd benoemd tot president van de nieuwe Republiek.
De RMS-proclamatie was een Molukse nationalistische actie. De Molukse bevolking wilde onafhankelijk zijn, zowel van de eenheidsstaat Indonesië als van Nederland. De Ambonese KNIL-soldaten accepteerden niet langer bevelen uit Nederland. Op 9 mei 1950 zegde een vertegenwoordiger van de Ambonese soldaten in Ambon plechtig de samenwerking op aan de KNIL-autoriteiten. Dezelfde dag werd het Molukse leger (APRMS) gevormd.
Op 17 augustus 1950 riep de Indonesische president Soekarno het herstel van de eenheidsstaat van de Republiek Indonesië uit. De RMS werd niet erkend door Soekarno en op zijn bevel vielen Indonesische militairen het Molukse eiland Buru en een deel van het eiland Ceram binnen.

## Invasie van Ambon
Na een zeeblokkade door de Indonesische marine vond op 28 september 1950 een invasie van het eiland Ambon plaats. De APRMS vluchtten uit de stad Ambon voordat de binnenvallende Indonesische troepen posities innamen in oude Nederlandse vestingen in de heuvels met uitzicht op de stad. Vanaf hier voerden ze een guerrillastrijd.
Het Indonesische leger bezette de noordelijke helft van het eiland, maar werd gestopt door fel Ambonese weerstand op de een kilometer brede landengte die de zuidelijke helft verbindt. Op 5 november kwam de stad Ambon in handen van het Indonesische leger. De RMS-regering ging in december naar Ceram om de RMS-strijd voort te zetten in de vorm van een guerrillaoorlog. De stad Ambon was zwaar getroffen, de Indonesiërs hadden de stad constant beschoten, ook vanuit vliegtuigen en brandstichting veroorzaakte grote verwoesting. Het onervaren Indonesische leger had grote verliezen tegen de goed getrainde ex-KNIL-soldaten. Er vochten ca. 20.000 TNI-soldaten tegen  1800 Molukkers. De TNI verloor zo'n vijfduizend man en de RMS-strijdkracht ca. vijfhonderd. Bij een verrassingsaanval vermoordden de Molukkers enkele honderden Indonesische soldaten, waaronder de 24-jarige stafchef Lt.-Kol Slamet Rijardi.

## Nederlandse betrokkenheid
Nadat de Indonesische onafhankelijkheid officieel geregeld was ontbond Nederland het KNIL. De inheemse soldaten hadden de keuze om gedemobiliseerd te worden of in dienst te treden van het leger van de Republiek Indonesië. Vanwege een diep wantrouwen tegen het Republikeinse leiderschap, dat overwegend Javaans moslim was, koos slechts een klein gedeelte van de overwegend protestantse Molukse militairen ervoor over te gaan naar het Indonesische leger. De ontbinding van het KNIL bleek een gecompliceerd proces en in 1951, twee jaar na de overdracht van de soevereiniteit, waren nog niet alle soldaten gedemobiliseerd. Nederland stond onder zware internationale druk om het koloniale leger te ontbinden nam daarom de nog in dienst zijnde mannen formeel op in het reguliere Nederlandse leger, waarna geprobeerd werd hen te demobiliseren op Java. In 1950 werd in Ambon de onafhankelijke Republiek van de Zuid-Molukken (Indonesisch: RMS, Republik Maluku Selatan) uitgeroepen. De RMS had sterke steun onder de Ambonese KNIL-soldaten. Ze eisten naar Ambon te worden gebracht. Indonesië weigerde deze soldaten naar Ambon te laten gaan zolang daar de RMS actief was. De Nederlandse regering besloot uiteindelijk onder internationale druk om de overgebleven mannen en hun gezinnen naar Nederland te transporteren.

## Nasleep
Na de nederlaag van de RMS op Ambon door Indonesische troepen in november 1950, trok de zelfverklaarde regering zich terug naar Ceram, waar een gewapende strijd voortging tot december 1963. De regering in ballingschap verhuisde in 1966 naar Nederland, na verzetsleider en president Chris Soumokil's gevangenname en executie door de Indonesische autoriteiten. De regering in ballingschap bleef bestaan, met sinds april 2010 John Wattilete als president.

## Verenigde Naties
De proclamatie van de RMS was een onderwerp op de agenda van de Verenigde Naties, maar verloor de aandacht door de Korea oorlog. Op 1 oktober 1950 vroeg de regering van de RMS naar aanleiding van de Indonesische invasie om interventie van de Veiligheidsraad van de Verenigde Naties, Australië en Nederland. Nederland gaf aan dat dit een zaak van de VN betrof en verwees naar wat was afgesproken tijdens de Ronde Tafel Conferentie.